# 第115回日劇學院賞
←第114回 - 第115回 - 第116回→
第115回日劇學院賞，針對2023年1月到3月在日本播出冬季檔連續劇所做出的投票與評比。本季獲最優秀作品賞為日本電視台的《重啟人生》，此劇共獲五項獎項為本季最多。

## 得獎名單

### 最佳作品
1. 重啟人生[1]
2. 大奧 第一季
3. 陷阱戰爭
4. 飛舞吧！
5. 要是說了100萬次就好了
6. 喜歡喜愛汪汪！

- 讀者票：1. 飛舞吧！；2. 重啟人生 ；3. 喜歡喜愛汪汪！；4. 黃昏時分，牽起手 ；5. 陷阱戰爭

- 記者票：1. 重啟人生 ；2. 陷阱戰爭 ；3. 大奧 第一季 ；4. 要是說了100萬次就好了 ；5. 飛舞吧！

- 評審票：1. 重啟人生 ；2. 大奧 第一季 ；3. 陷阱戰爭 ；4. 6秒間的軌跡 ；5. 警視廳局外人

### 最佳男主角
1. 草彅剛（陷阱戰爭）[2]
2. 西島秀俊（警視廳局外人）
3. 高橋一生（6秒間的軌跡）
4. 山本耕史（大奧 第一季）
5. 福士蒼汰（大奧 第一季）

- 讀者票：1. 草彅剛（陷阱戰爭）；2. 岸優太（喜歡喜愛汪汪！）；3. 福士蒼汰（大奧 第一季）；4. 櫻井翔（佔領大醫院）；5. 西島秀俊（警視廳局外人）

- 記者票：1. 草彅剛（陷阱戰爭）；2. 妻夫木聰（Get Ready!）；3. 福士蒼汰（大奧 第一季）；4. 西島秀俊（警視廳局外人）；5. 山本耕史（大奧 第一季）

- 評審票：1. 草彅剛（陷阱戰爭）；2. 高橋一生（6秒間的軌跡）；3. 西島秀俊（警視廳局外人）；4. 山本耕史（大奧 第一季）；5. 山崎育三郎（通往內心的橋-兒童心理診所-）

### 最佳女主角
1. 安藤櫻（重啟人生）[3]
2. 富永愛（大奧 第一季）
3. 井上真央（要是說了100萬次就好了）
4. 門脇麥（逆轉交響樂團）
5. 福原遙（飛舞吧！）

- 讀者票：1. 安藤櫻（重啟人生）；2. 福原遙（飛舞吧！）；3. 廣瀨鈴（黃昏時分，牽起手）；4. 井上真央（要是說了100萬次就好了）；5. 富永愛（大奧 第一季）

- 記者票：1. 安藤櫻（重啟人生）；2. 井上真央（要是說了100萬次就好了）；3. 富永愛（大奧 第一季）；4. 北川景子（女神的教室）；5. 福原遙（飛舞吧！）

- 評審票：1. 安藤櫻（重啟人生）；2. 富永愛（大奧 第一季）；3. 井上真央（要是說了100萬次就好了）；4. 門脇麥（逆轉交響樂團）；5. 北香那（東京的雪男）

### 最佳男配角
1. 田中圭（逆轉交響樂團）[4]
2. 松山研一（要是說了100萬次就好了）
3. 染谷將太（重啟人生）
4. 赤楚衛二（飛舞吧！）
5. 北村匠海（星降的夜晚）

- 讀者票：1. 赤楚衛二（飛舞吧！）；2. 永瀬廉（黃昏時分，牽起手）；3. 浮所飛貴（喜歡喜愛汪汪！）；4. 杉野遙亮（ 陷阱戰爭）；5. 菊池風磨（佔領大醫院）

- 記者票：1. 染谷將太（重啟人生）；2. 松山研一（要是說了100萬次就好了）；3. 田中圭（逆轉交響樂團）；4. 寺脇康文（相棒 Season 21）；5. 赤楚衛二（飛舞吧！）

- 評審票：1. 田中圭（逆轉交響樂團）；2. 松山研一（要是說了100萬次就好了）；3. 佐藤健（要是說了100萬次就好了）；4. 濱田岳（警視廳局外人）；5. 鈴木伸之（忍者結婚很難）

### 最佳女配角
1. 夏帆（重啟人生）[5]
2. 永作博美（飛舞吧！）
3. 木南晴夏（重啟人生）
4. 齊藤由貴（大奧 第一季）
5. 小野花梨（陷阱戰爭）

- 讀者票：1. 高畑淳子（飛舞吧！）；2. 永作博美（飛舞吧！）；3. 夏帆（重啟人生）；4. 桑波田理惠（飛舞吧！）；5. 松本若菜（黃昏時分，牽起手）

- 記者票：1. 夏帆（重啟人生）；2. 木南晴夏（重啟人生）；3. 井川遙（陷阱戰爭）；4. 山下美月（飛舞吧！）；5. 松本穗香 （通往內心的橋-兒童心理診所-）

- 評審票：1. 永作博美（飛舞吧！）；2. 齊藤由貴（大奧 第一季）；3. 片平渚（陷阱戰爭）；4. 小野花梨（陷阱戰爭）；5. 山下美月（飛舞吧！）

### 最佳電視劇歌曲
1. 《I Love You》back number（飛舞吧！） [6]
2. 《BETTING》香取慎吾×SEVENTEEN（陷阱戰爭）
3. 《星月夜》由薰（星降的夜晚）
4. 《Life goes on》King & Prince（黃昏時分，牽起手）
5. 《臨終的愛》通心粉鉛筆（要是說了100萬次就好了）

- 讀者票：1.《I Love You》back number（飛舞吧！）；2.《We are young》King & Prince（喜歡喜愛汪汪！）；3.《Life goes on》King & Prince（黃昏時分，牽起手）；4.《BETTING》香取慎吾×SEVENTEEN（陷阱戰爭）；5.《臨終的愛》通心粉鉛筆（要是說了100萬次就好了）

- 記者票：1.《BETTING》香取慎吾×SEVENTEEN（陷阱戰爭）；2.《I Love You》back number（飛舞吧！）；3.《星月夜》由薰（星降的夜晚） ；4.《蒲公英》幾田莉拉（大奧 第一季）；5.《阿爾加儂》Yorushika（黃昏時分，牽起手）

- 評審票：1.《I Love You》back number（飛舞吧！）；2.《BETTING》香取慎吾×SEVENTEEN（陷阱戰爭）；3.《星月夜》由薰（星降的夜晚）；4.《Life goes on》King & Prince（黃昏時分，牽起手）；5.《破曉之路》aiko（忍者結婚很難）

### 最佳劇本
1. 笨蛋節奏（重啟人生）[7]
2. 森下佳子（大奧 第一季）
3. 後藤法子（陷阱戰爭）

### 最佳導演
1. 水野格、狩山俊輔、松田健斗（重啟人生）[8]
2. 大原拓、田島彰洋（大奧 第一季）
3. 木村尚、向井澄（警視廳局外人）

## 外部連結
- 第115回日劇學院賞 （页面存档备份，存于）